# The Woman of the Town
The Woman of the Town é um filme norte-americano de 1943, do gênero faroeste, dirigido por George Archainbaud e estrelado por Claire Trevor e Albert Dekker.[carece de fontes?]
Entre 1942 e 1944, a Paramount Pictures viu-se com excesso de filmes prontos para exibição, enquanto acontecia o contrário com a United Artists. Daí o acordo que resultou na cessão de vinte e uma películas de um para o outro estúdio. The Woman of the Town foi uma dessas produções, parte de um lote de cinco pequenos faroestes produzidos por Harry Sherman. (The Kansan também fazia parte desse pacote).
A trilha sonora, de Miklós Rózsa, foi indicada ao Oscar.[carece de fontes?]

## Sinopse
Ao não conseguir o emprego de repórter em um jornal, Bat Masterson torna-se xerife de Dodge City. Mais namorador que mantenedor da paz, Bat apaixona-se pela cantora do saloon Dora Hand, que tem grandes preocupações com o bem estar de seus concidadãos. Quando Dora é morta pelo influente criador de gado King Kennedy, Bat finalmente decide honrar a estrela que traz no peito. Ele também resolve homenagear a memória de Dora, cujos esforços para limpar a cidade foram largamente ignorados pelos moradores de Dodge City.

## Premiações
| Patrocinador                                  | Prêmio | Categoria            | Situação                    |
| --------------------------------------------- | ------ | -------------------- | --------------------------- |
| Academia de Artes e Ciências Cinematográficas | Oscar  | Melhor trilha sonora | Indicado[carece de fontes?] |

## Elenco
| Ator/Atriz       | Personagem             |
| ---------------- | ---------------------- |
| Claire Trevor    | Dora Hand              |
| Albert Dekker    | Bat Masterson          |
| Barry Sullivan   | King Kennedy           |
| Henry Hull       | Inky Wilkinson         |
| Porter Hall      | Prefeito Dog Killey    |
| Percy Kilbride   | Reverendo Samuel Small |
| Clem Bevans      | Buffalo Burns          |
| Marion Martin    | Daisy Davenport        |
| Beryl Wallace    | Louella Parsons        |
| Arthur Hohl      | Robert Wright          |
| George Cleveland | Juiz Blackburn         |